# Cascades del Vel de la Núvia
Les cascades del Vel de la Núvia (en portuguès, Cascata do Véu da Noiva) són unes cascades que es troben a la Granja, a prop de Seixal (Porto Moniz), a l'illa de Madeira, Portugal.
L'aigua es precipita directament a l'oceà Atlàntic després de baixar un penya-segat a prop de la carretera que uneix les poblacions de São Vicente i Porto Moniz (antiga carretera costanera ER101) i després de recórrer gorges profundes. L'aigua cau tan fort contra les roques de la llera que produeix una escuma que dona el nom a les cascades.
Les cascades no són accessibles perquè el seu únic accés per l'antiga carretera costanera (ER101) està prohibida des del seu enfonsament. El mirador de les cascades és un lloc molt popular entre els turistes; l'aparcament del pont del Miradouro de la Véu da Noiva sovint és congestionat pels autocars.

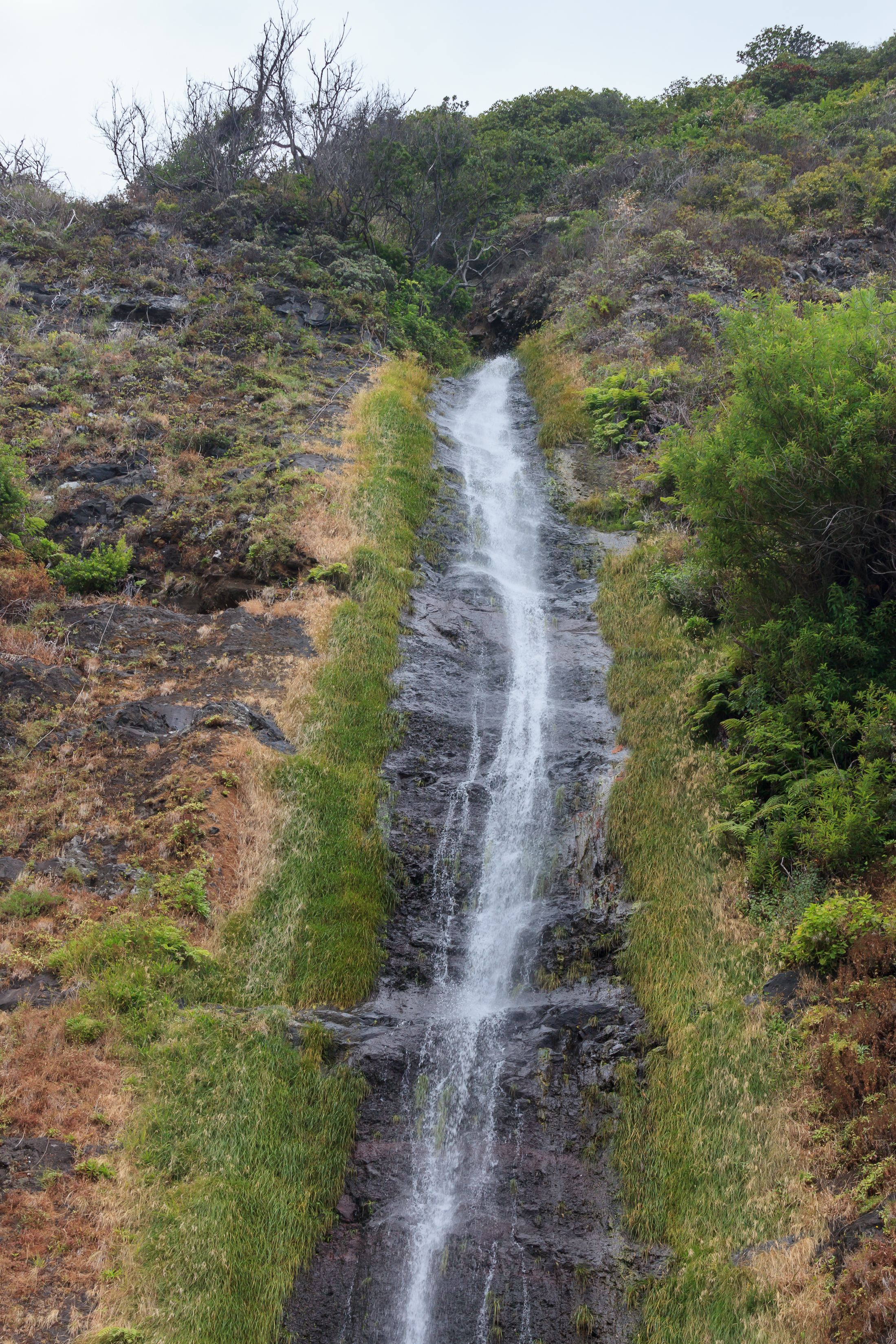
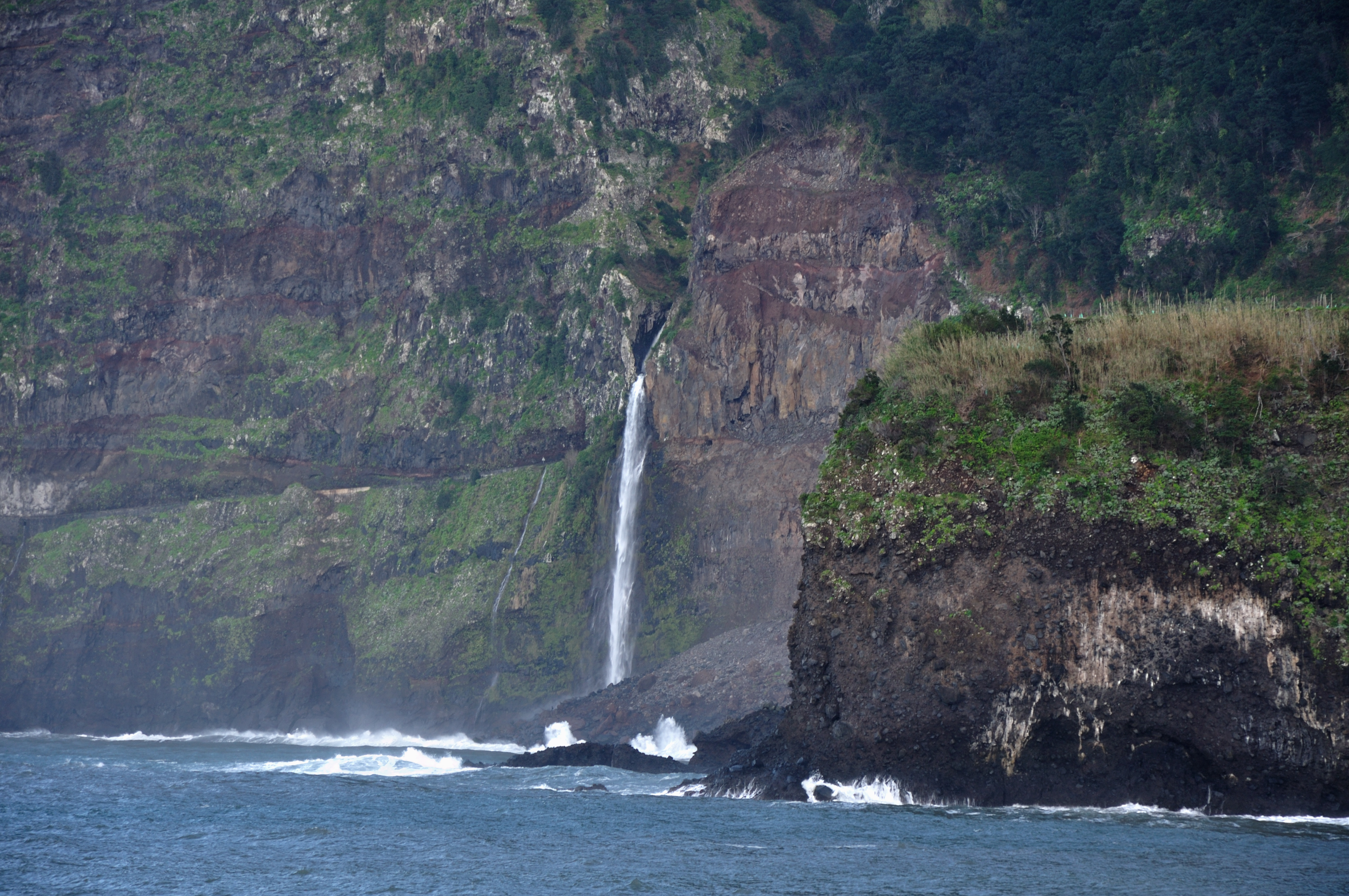